# ハワイ州のラジオ放送局の一覧
ハワイ州のラジオ放送局の一覧（はわいしゅうのらじおほうそうきょくのいちらん、List of radio stations in Hawaii）
以下はコールサインのアルファベット順の ハワイ州のラジオ放送局の一覧 である。

## ハワイ郡（ビッグアイランド）
AM
- 620 KIPA-AM　アダルト・スタンダード - ヒロ
- 670 KPUA-AM　ニュース/トーク - ヒロ
- 790 KKON-AM　スポーツ - コナ
- 850 KHLO-AM　スポーツ - ヒロ
- 1060 KHBC-AM　ハワイアン、スタンダード、ジャズ - ヒロ

FM
- 89.3 KLVN-FM　キリスト教系 - ヒロ
- 90.3 KCIF-FM　宗教 - ヒロ
- 91.1 KANO-FM　クラシック、ファインアーツ - ヒロ
- 92.7 KHWI-FM　アダルト・コンテンポラリー
- 93.9 KLUA-FM　リズミック・トップ 40 - コナ
- 94.7 KWXX-FM　リズミック・トップ 40、ハワイアンコンテンポラリー - ヒロ
- 95.9 KPVS-FM　リズミック・トップ 40 - ヒロ
- 97.1 KNWB-FM　クラシック・ロック - ヒロ
- 97.9 KKBG-FM　トップ 40 - ヒロ
- 99.1 KAGB-FM　ハワイアンコンテンポラリー - コナ
- 100.3 KAPA-FM　ハワイアンコンテンポラリー - ヒロ
- 101.5 KAOY-FM　リズミック・トップ 40、ハワイアンコンテンポラリー - コナ
- 102.7 KKOA-FM　カントリー - Volcano
- 103.7 KNUQ-FM　ハワイアンコンテンポラリー - Paauilo
- 105.3 KBGX-FM　オールディーズ - Keeau
- 106.1 KLEO-FM　トップ 40 - コナ
- 106.9 KWYI-FM　アダルトトップ 40 - Kawaihae

## ホノルル市及びホノルル郡
AM
- 590 KSSK-AM　アダルトコンテンポラリー
- 650 KRTR-AM　イージーリスニング
- 760 KGU　キリスト教系トーク
- 830 KHVH-AM　ニュース/トーク
- 870 KAIM-AM　クラシックカントリー
- 940 KHBZ-AM　ニュース/トーク
- 990 KKNE-AM　伝統的なハワイアン
- 1040 KLHT-AM　宗教
- 1080 KWAI-AM　トーク
- 1130 KRUD-AM　開局準備中
- 1170 KHCM-AM　カントリー
- 1180 KORL-AM　日本語（2007年2月にFM（101FM）へ移行し閉局）
- 1210 KZOO-AM　日本語
- 1270 KNDI-AM　アジア
- 1310 KIPU-AM　開局準備中
- 1370 KUPA-AM　ハワイアン・アダルトコンテンポラリー
- 1420 KKEA-AM　スポーツ
- 1460 KHRA-AM　韓国語
- 1500 KUMU-AM　リベラル、革新的トーク
- 1540 KREA-AM　韓国語

FM
- 88.1 KHPR　クラシック、ファインアーツ（ハワイ・パブリック・ラジオ KPR-1の基地局）
- 89.3 KIPO　ニュース/トーク（ハワイ・パブリック・ラジオ KPR-2の基地局）
- 90.3 KTUH　モダン/プログレッシブ
- 91.5 新局
- 92.3 KSSK　アダルトコンテンポラリー
- 93.1 KQMO　トップ 40
- 93.9 KIKI　リズミック・トップ 40。かつてカマサミ・コングが名物DJとして活躍していた。
- 94.7 KUMU　アダルトコンテンポラリー
- 95.5 KAIM　キリスト教系
- 96.3 KRTR　アダルト・トップ 40
- 97.5 KHNR　トーク
- 98.5 KDNN　ハワイアンコンテンポラリー
- 99.5 KHUI　ハワイアン・アダルトコンテンポラリー
- 100.3 KCCN　ハワイアンコンテンポラリー
- 101.1 101FM　日本語放送　J-POP 旧K-JAPAN
- 101.9 KUCD　モダンロック
- 102.7 KDDB　リズミック・トップ 40
- 103.5 新局
- 104.3 KPHW　リズミック・トップ 40
- 105.1 KINE　伝統的ハワイアン
- 105.9 KPOI　クラシック・ロック
- 106.9 新局
- 107.9 KGMZ　オールディーズ

## カウアイ島
AM
- 570 KQNG-AM　ニュース、スポーツ、トーク
- 720 KUAI-AM　ハワイアン、アダルトコンテンポラリー

FM
- 89.9 KHJC-FM　宗教
- 90.9 KKCR-FM　コミュニティー
- 91.9 KKCU-FM　コミュニティー
- 93.5 KQNG-FM　トップ 40
- 95.9 KSRF-FM　ハワイアンコンテンポラリー
- 96.9 KFMN-FM　アダルトコンテンポラリー
- 98.1 KAWV-FM　停止
- 98.9 KITH-FM　ハワイアンコンテンポラリー
- 99.9 KTOH-FM　オールディーズ
- 103.3 KSHK-FM　クラシック・ロック

## マウイ島
AM
- 550 KMVI-AM　スポーツ
- 900 KNUI-AM　ハワイアン
- 1110 KAOI-AM　ニュース/トーク
- 1570 KUAU-AM　停止

FM
- 90.7 KKUA-FM　クラシック、ファインアーツ
- 93.5 KPOA-FM　ハワイアンコンテンポラリー
- 94.3 KDLX-FM　カントリー
- 95.1 KAOI-FM　ハワイアン・アダルトトップ 40
- 98.3 KJMD-FM　リズミック・トップ 40
- 99.9 KJKS-FM　トップ 40
- 103.7 KNUQ-FM　ハワイアンコンテンポラリー
- 104.7 KONI-FM　オールディーズ
- 105.5 KPMW-FM　リズミック・トップ 40